# Ingo Feßler
Ingo Feßler (* 6. Juli 1925 in Innsbruck; † 17. September 1982 ebenda) war ein österreichischer Architekt.

## Leben
Ingo Feßler wurde 1925 in Innsbruck als Sohn des Architekten Hans Feßler geboren. Nach der Matura an der Realschule in Innsbruck studierte er ab 1943 Architektur, zunächst an der Technischen Hochschule Wien, nach dem Kriegsende 1945 an der Technischen Hochschule Graz, wo er 1948 zum Diplomingenieur graduiert wurde. Ab 1949 arbeitete er im Architekturbüro des Vaters in Innsbruck mit, zwischendurch absolvierte er ein Praktikum bei Helmut Erdle in Stuttgart. Ab 1963 bildete er eine Bürogemeinschaft mit seinem Vater.
Zu seinen Werken zählen Hotelbauten am Arlberg und im Raum Kitzbühel, Kinderdörfer in Tirol, Südtirol und Kärnten, Bauten für Geldinstitute, Industriebauten sowie mehrere Kirchen in Tirol und Vorarlberg.

## Werke (Auswahl)

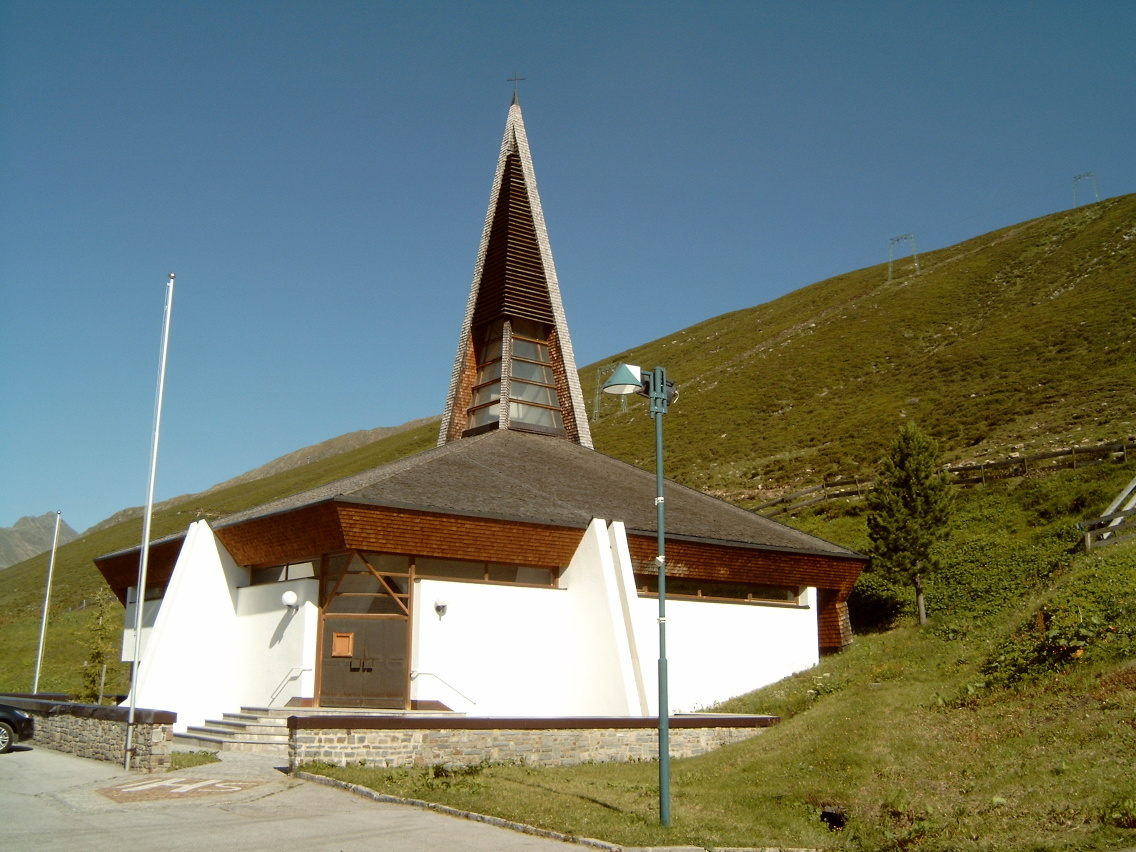
Kirche im Kühtai

- Neue Pfarrkirche Johannes der Täufer, Vandans, 1959 (mit Hans Feßler)
- Umbau der Klosterkirche der Barmherzigen Schwestern, Zams, 1959[1]
- Erweiterung der Pfarrkirche Lechaschau, 1964[2]
- Behindertenheim Elisabethinum, Axams, 1971–1974 (mit Hans Feßler und Ulrich Feßler)
- Kirche Mariä Heimsuchung, Kühtai, 1976 (mit Hans Feßler)